# حق المياه
يشير حق المياه في قانون المياه إلى حق المستخدم في استخدام المياه من مصدر المياه، مثل الأنهار أو تيار أو بركة أو مصدر للمياه الجوفية. في المناطق ذات المياه الوفيرة وعدد قليل من المستخدمين، هذه النظم ليست عادة معقدة أو مثيرة للجدل. وفي مناطق أخرى، وخاصة المناطق القاحلة التي يمارس فيها الري، فإن هذه النظم غالبا ما تكون مصدراً للصراع، سواء كان قانونياً أو مادياً. وتعالج بعض النظم المياه السطحية والمياه الجوفية بنفس الطريقة، في حين أن بعضها الآخر يستخدم مبادئ مختلفة لكل منها.

## أنواع حق المياه
يقتضي فهم «قوانين المياه» أولًا أخذ سياق «الحق» الجارية مناقشته أو تأكيده بعين الاعتبار، ويجب فهم أصل هذا الحق أيضًا. تقليديًا، يشير حق المياه إلى الاستفادة من المياه بصفتها عنصرًا يلبي الاحتياجات البشرية الأساسية مثل الشرب أو الري. قد تشتمل حقوق المياه أيضًا على الحيازة المادية للممرات المائية لمقاصد السفر والتجارة وحتى المساعي الترفيهية. لا يمكن وضع إحدى المبادئ والمذاهب القانونية التي تُشكّل أساس كل نوع من حقوق المياه مكان الأخرى وهي تختلف حسب القوانين المحلية والوطنية. لذلك، هناك اختلافات بين الدول، وضمن التقسيمات الوطنية، عند مناقشة هذه الحقوق وإقرارها.

### حق الاستفادة من عنصر المياه

#### حقوق المياه المستندة إلى ملكية الأرض
تستند حقوق المياه عادةً إلى ملكية الأرض التي تتدفق المياه إليها وتصبّ فيها. بموجب القانون العام الإنجليزي، لا بد أن تستند أي حقوق تطالب بمياه «متنقلة ومتدفقة» إلى حقوق أرض «محدَّدة وغير منقولة» أسفلها.
يُشار إليها على الجداول والأنهار بوصفها حقوق مياه ضفاف الأنهار أو الحقوق الشاطئية، التي يحميها قانون الملكية. تشتمل المبادئ القانونية المعترف بها منذ زمن طويل بموجب مبادئ ضفاف الأنهار على حق تحويل المياه -للشرب أو الري- أو إضافة المزيد من المياه إلى القناة، لتصريف المياه أو تدفقها. بموجب قانون مياه ضفاف الأنهار، يخضع حق المياه لاختبار «الاستعمال المعقول». عرّفت السلطة القضائية مبدأ «الاستعمال المعقول» كما يلي: «الاختبار الحقيقي لمبدأ الاستعمال ومداه هو إذا ما كان يسبب ضررًا للملاك الآخرين أم لا». 

#### حقوق المياه بناء على استعمال سابق أو استملاك سابق
حيثما تكون المياه أكثر ندرةً (كما هو الحال في الولايات المتحدة الغربية)، يرتكز توزع المياه المتدفقة على استملاك سابق. «يمنح مبدأ الاستملاك الشخص الذي يقوم بتحويل المياه واستعمالها الحق في مواصلة القيام بذلك شريطة استعمال المياه بصورة مفيدة ومعقولة»، بصرف النظر عن إذا ما كان الشخص يمتلك أرضًا مجاورة لمجرى المياه. «قاعدة الأولوية بين الملاك هي الأول في الوصول، الأول في الحق». يتميز النظام الحديث للاستملاك السابق لحقوق المياه بخمسة مبادئ:
1. يمنح حق حصري للمالك الأصلي، وجميع الامتيازات اللاحقة مشروطة بالحقوق السابقة.
2. جميع الامتيازات مشروطة بالاستعمال المفيد.
3. قد تُستعمل المياه في أراضي ضفاف الأنهار أو أراضٍ ليست على ضفاف الأنهار (قد تُستخدم المياه في الأراضي المجاورة لمصدر المياه، أو على أرض أُزيلت من مصدر المياه).
4. يُسمح بتحويل مجرى المياه، بصرف النظر عن انحسار النهر أو الجدول
5. يُفقد الامتياز في حال عدم الاستعمال.[7]

يُعرَّف الاستعمال المفيد بأنه الاستعمال الزراعي أو الصناعي أو الحضري. لم تكن الاستعمالات البيئية -مثل الحفاظ على تجمع مائي والحيوانات البرية التي تستعمله- في البداية ضمن استعمالاتٍ مفيدة في بعض الولايات غير أنها كانت مقبولة في بعض المناطق. يُحدَّد كل حق مائي بعائد سنوي وتاريخ استملاك. حين يُباع حق مياه، يحافظ على تاريخ استملاكه الأصلي.

#### توزيع المياه المرتكز إلى جماعة
في بعض التشريعات يمكن منح حقوق استملاكية للمياه مباشرة إلى الجماعات. هنا، تُحجز المياه لتزويد كمية كافية للنمو المستقبلي لتلك الجماعة المعينة. على سبيل المثال، تمنح كاليفورنيا الجماعات ومستعملي مياه آخرين ضمن تجمعات المياه مكانة أولية على حقوق المياه (بناء على الاستعمال) المستملكة فقط لأنها تقع حيث ينبع الماء ويتدفق بشكل طبيعي. حقوق مياه البويبلو هي مثال ثانٍ على حقوق المياه المرتكزة إلى الجماعة. كما هو مقر به في كاليفورنيا، حقوق مياه البويبلو هي مِنح لاستيطانات فردية (أي البويبليين) على جميع الجداول والأنهار التي تتدفق عبر المدينة ولجميع طبقات المياه الجوفية تحت تلك المدينة. توسع مطلب البويبلو بسبب حاجات المدينة وقد يُستعمل لتوفير حاجات المناطق التي ضُمّت لاحقًا إلى المدينة. في حين تعترف كاليفورنيا بحقوق مياه البويبلو، تبقى حقوق هذه المياه مثيرة للجدل. جادل بعض الباحثين والمحاكم أن مبدأ حقوق مياه البويبلو يفتقر لأساس تاريخي في قانون المياه المكسيكية أو الإسبانية.